# Enciclopédia Itaú Cultural
Ne doit pas être confondu avec Itaú Cultural.
L'Enciclopédia Itaú Cultural de Arte e Cultura Brasileiras, mieux connu sous le nom Enciclopédia Itaú Cultural, est un ouvrage de référence virtuel qui rassemble des informations sur les arts visuels, l'art et la technologie, la littérature, le théâtre, le cinéma, la danse et la musique produits au Brésil.

## Notices
Le site compte quelque deux cent mille notices d'artistes, d'institutions, de groupes, d'expositions, de spectacles et d'œuvres. Sa collecte trouve cependant son origine dans un travail de collecte de données qui a débuté en 1987, avec la création de la « Banco de Dados Informatizado ICI », qui collectait a priori des informations sur les peintures nationales.